# سرگئی چرمایف
سرگی چرمایف (به انگلیسی: Serge Chermayeff) متولد ۱۹۰۰، معمار چچنی قرن بیستم آمریکا است.
او که زادهٔ گروزنی بود برای کار به لندن رفت، و در سال ۱۹۴۰ به آمریکا مهاجرت کرد، و در دانشگاه‌های ییل و هاروارد نیز تدریس نمود.
او در ۱۹۹۶ فوت کرد. پسر او از معماران سرشناس نیویورک است.